# Otnoga
Otnoga (kaszub. Òtnoga; niem. Wottnogge) – wieś kaszubska w Polsce, położona w województwie pomorskim, w powiecie bytowskim, w gminie Czarna Dąbrówka, na północno-wschodnim krańcu Parku Krajobrazowego Dolina Słupi i przy drodze wojewódzkiej nr 211. Wieś jest siedzibą sołectwa Otnoga, w którego skład wchodzą również Dęby (Dąbie) i Zawiat nad jeziorem Jasień.
W latach 1975–1998 wieś administracyjnie należała do województwa słupskiego.
| SIMC    | Nazwa  | Rodzaj     |
| ------- | ------ | ---------- |
| 0742300 | Dęby   | przysiółek |
| 0742316 | Zawiat | przysiółek |

## Historia
Do roku 1945 wieś znajdowała się w granicach Niemiec. 29 grudnia 1937 r., w ramach polityki germanizacji nazw miejscowych pochodzenia słowiańskiego, administracja nazistowska zastąpiła dotychczasową nazwę miejscowości Wottnogge ahistoryczną formą Mühlental ("młyńska dolina").